# Manoir du Parc
Le manoir du Parc est une ancienne demeure fortifiée, de la fin du XVe siècle ou du début du XVIe siècle, qui se dresse sur le territoire de l'ancienne commune française de Saint-Lô-d'Ourville, dans le département de la Manche, en région Normandie.
Il s'agit d'un ensemble manorial complet, avec logis seigneurial et logis en dépendance protégés par un mur défensif, chapelle, colombier, moulin, pressoir, douves, vivier, jardin fossoyé et bâtiments agricoles en cour fermée autour du logis.
Le manoir est partiellement inscrit au titre des monuments historiques.

## Localisation
Le manoir du Parc est situé à 2,3 kilomètres au nord-est de l'église Saint-Lô de Saint-Lô-d'Ourville, au sein de la commune nouvelle de Port-Bail-sur-Mer, dans le département français de la Manche.

## Historique
Le fief du parc, de grande ancienneté, remontant probablement à l'époque ducale, a été démembré du fief d'Olonde tout proche. À l'origine sur le site, existait une maison forte sur motte, l'une des sept qui s'élevaient dans le canton de Barneville-Carteret, des XIe et XIIe siècles, qui fut rasée, au début du XIIIe siècle sur ordre de Philippe Auguste. La motte, attestée par les aveux, a disparu. Quant à la maison forte elle se présentait sous la forme d'un logis quadrangulaire de 30 × 25 mètres, ceinte de douves et se dressait à l'emplacement du logis seigneurial actuel. Possession de différentes familles, le fief était avant le rattachement de la Normandie en 1204 par Philippe Auguste, entre les mains de la famille d'Aubigny. Le roi de France le donnera en fief à la famille d'Argences, après avoir fait démolir le château fort, et avec l'autorisation d'élever en lieu et place un manoir.
En 1279, on trouve comme seigneur du lieu Pierre d'Argences ; son frère Robert d'Argences étant seigneur du Dick. En 1376, c'est un certain Roger d'Argences, prêtre, qui est en possession de la seigneurie ; il est alors en procès avec le prieur de Portbail à la suite d'un droit de varech et d'épaves qui portait sur les paroisses de Gouey, Portbail, Saint-Georges et Saint-Jean, droit qu'il partageait avec le seigneur du Dick.
Lors de la guerre de Cent Ans, son possesseur, Collibeaux de Criquebeuf, seigneur de Criquebeuf-en-Caux, d'une branche cadette de la famille d'Estouteville, resté fidèle au roi de France se voit confisquer le fief par le roi Henri V d'Angleterre, qui le donne vers 1425 [sic] à Jehan d'Argouges, qui le délaisse en 1429 au profit de son beau-frère, Thomas V de Clamorgan, également rallié aux Anglais. Le fief passera ensuite à la famille de La Rivière et François de La Rivière en sera le dernier détenteur.
Dans la seconde moitié du XVIe siècle, c'est la famille de Thieuville qui est en possession du fief du Parc. En 1567, Gilles de Thieuville, écuyer, est taxé de 12 livres et 10 solz, au titre du ban et de l'arrière ban de la vicomté de Coutances, pour ses fiefs de Saint-Maurice-en-Cotentin, du Fournel et du Parc à Saint-Lô-d'Ourville, dans le rôle des nobles et roturiers dressé par Gilles Dancel, seigneur d'Audouville, lieutenant général du bailli de Cotentin, tenu à Coutances les 20-22 octobre. Le 11 février 1612, Jacques de Thieuville, rend aveu du fief du Parc au roi de France. Pour ce fief, Jacques de Thieuville doit au roi « foi et hommage, reliefs, treizièmes et dix journées de service d'ost d'un homme armé quand le cas s'offre en temps de guerre, un quartier d'avoine de bernage à la mesure de Barneville chaque an, quatre deniers de rente pour une paire d'éperons au terme de Pâques, etc. ». La seigneurie se compose alors d'un manoir avec douve, motte, moulin à eau, colombier, chapelle ainsi qu'un moulin à vent, un moulin à eau, deux moulins en ruines ; moulins où les hommes avaient obligation de moudre leurs grains. À cette date relève de la seigneurie trois fiefs nobles : le fief du Saussay à Saint-Georges-de-la-Rivière, tenu par Jean Beaugendre, écuyer, le fief de Lanquetot à Portbail tenu par Jean Voussey, écuyer, le fief de Mandenaville à Saint-Pierre-d'Allonne, tenu par Guillaume le Breton, et dix-sept vavassories. Son fils Guillaume-Alexandre de Thieuville était en 1646 sieur d’Ourville à cause de son fief du Parc.
Le fief passe ensuite par mariage à la famille de Pierrepont, puis dans la famille de Thère dont la dernière héritière, Anne-Eustache-Charlotte-Rose d'Osmond-Médavy (° 1757 - † 1813), le transmet, en 1802, par mariage au marquis de Sainte-Suzanne, Adolphe-Charles Bonnaventure de Mauconvenant († 1829 à Valognes). À partir de cette date, le manoir est transformé en exploitation agricole.
En 1998, le manoir était la possession de M. et Mme Giard qui s'évertuèrent à le restaurer.

## Description
Le logis principal est construit aux environs de 1400, avec des adjonctions dans les années 1500-1540, l'ensemble est achevé aux environs de 1600.
Le manoir se présente sous la forme d'un logis haut de deux étages, flanqué à droite d'une tour cylindrique de la fin du XVe siècle ou du début du XVIe siècle, la partie gauche de ce logis est du XVIIe siècle, elle même flanqué d'un bâtiment en équerre comprenant un pigeonnier et une tourelle.
Dans la cour, dans laquelle on accédait autrefois par une porte charretière en plein cintre aujourd'hui disparue, on trouve sur la droite une charretterie de la fin du XVIe siècle que prolonge une chapelle, qui daterait des environs de 1450, percée de fenêtre de style gothique. Les communs sont construits du XVe au XVIIe siècle.

## Protection
Le corps de logis principal avec son aile en retour, en totalité ; l'ensemble défensif à l'ouest du logis ; les façades et toitures du pressoir et du moulin ; la chapelle, en totalité ; dans la basse-cour : les façades et toitures de la grange, des communs ouest et des deux charreteries, ainsi que le porche ainsi que les douves, le vivier et le jardin fossoyé sont inscrits au titre des monuments historiques par arrêté du 27 novembre 2000.